# Ardisia talamancensis
Ardisia talamancensis är en viveväxtart som beskrevs av Ricketson och Pipoly. Ardisia talamancensis ingår i släktet Ardisia och familjen viveväxter. Inga underarter finns listade i Catalogue of Life.